# Myobatrachidae
Myobatrachidae é uma família de anfíbios pertencentes à ordem Anura, subordem Neobatrachia.

## Géneros
- Adelotus
- Arenophryne
- Assa
- Bryobatrachus
- Crinia
- Geocrinia
- Heleioporus
- Lechriodus
- Limnodynastes
- Metacrinia
- Mixophyes
- Myobatrachus
- Neobatrachus
- Notaden
- Paracrinia
- Philoria
- Pseudophryne
- †Rheobatrachus
- Spicospina
- Taudactylus
- Uperoleia